# Pont-l'Évêque (formaggio)
Pont-l'Évêque è un formaggio francese di latte vaccino, a pasta molle e crosta lavata, prodotto sul territorio dell'antica Normandia storica.
Il riconoscimento della sua denominazione di origine risale al 1972, e nel giugno 1996, a livello europeo, la denominazione Pont-l'Évêque è stata riconosciuta come denominazione di origine protetta (DOP).

## Storia
Il suo nome deriva della città di Pont-l'Évêque nel dipartimento del Calvados, nome con il quale è conosciuto sin dal XVII secolo. La sua fama risale invece al Medioevo, quando probabilmente è stato preparato per la prima volta da monaci cistercensi.

## Descrizione
Di forma squadrata di 3 cm di altezza è di colore beige o giallo arancione. Nel commercio, il prodotto si presenta nelle seguenti dimensioni: Pont l'Evêque DOP (105/115 mm di lato); Petit Pont-l'Évêque DOP (90/95 mm di lato); Demi Pont-l'Évêque DOP (110/55 mm di lato); Grand Pont-l'Évêque DOP (190/210 mm di lato).